# Laurențiu-Nicolae Cazan
Laurențiu-Nicolae Cazan (n. 20 octombrie 1982, Călimănești, Vâlcea, România) este un deputat român, ales în 2020 din partea Partidului Național Liberal (PNL). 